# Adrien Fainsilber
Pour les articles homonymes, voir Fainsilber.
Adrien Fainsilber, né le 15 juin 1932 au Nouvion-en-Thiérache (Aisne) et mort le 11 février 2023 à Paris, est un architecte et urbaniste français.

## Biographie
Diplômé en 1960 à l'École nationale supérieure des beaux-arts de Paris, Adrien Fainsilber a travaillé à l'agence de l'architecte-paysagiste Hideo Sasaki (en), à Watertown, au Massachusetts.
De retour en France, il est chargé d'études à l'Institut d'aménagement et d'urbanisme de la Région parisienne (IAURP) et il participe ainsi à la première mise en œuvre du Schéma directeur de la région Île-de-France.
Il fonde son agence en 1970 après avoir remporté le concours pour la ville universitaire à Villetaneuse (concours remporté en association avec Högna Sigurðardóttir). Il réalise plusieurs projets, notamment le centre Benjamin Franklin de l'Université de Technologie de Compiègne, le campus de Villetaneuse, le centre hospitalier d’Évry, et différents édifices à Saint-Quentin-en-Yvelines. En 1980, il est retenu à l'issue du concours pour la Cité des sciences et de l'industrie, sur un choix du président Valéry Giscard d'Estaing, puis pour La Géode,.
En 1992, il fonde une EURL dont il est le seul gérant et associé. En 2000, cette EURL a été transformée en SARL, Adrien Fainsilber & Associés (AFA) devenu en 2008 Ateliers AFA. Il prend sa retraite fin 2007.
Il meurt le 11 février 2023 dans le 7e arrondissement de Paris.

## Distinctions
- Membre de l'Académie d'architecture (1985-2023)
- Grand prix national de l'architecture en 1986.
- Chevalier de la Légion d'honneur (1987)
- Officier de l'ordre des Arts et des Lettres (1997)
- Médaille d'honneur de l'Académie d'architecture (2020)

## Réalisations
- 1970 Université Paris-Nord, Centre littéraire et juridique, Villetaneuse - 42 805 m2
- 1974 442 logements HLM / ILM - Cité Salvador-Allende, Villetaneuse - 39 669 m2 [7]
- 1975 Université de technologie de Compiègne - 17 000 m2 - 1975
- 1975 Centre Scientifique et Polytechnique de l'Université de Paris Nord, Villetaneuse - 41 000 m2
- 1975 Maison médicale, Magnanville - 230 m2
- 1977 CNRS LIMHP - Laboratoire des interactions moléculaires et des hautes pressions, Villetaneuse - 2 500 m2
- 1978 Foyer des Jeunes Travailleurs - 120 chambres, Saint-Quentin-en-Yvelines - 2 363 m2
- 1980 École maternelle Édouard-Manet, Saint-Quentin-en-Yvelines - 1 066 m2
- 1980 274 logements HLM, Saint-Quentin-en-Yvelines
- 1981 Centre EDF / GDF, Paris La Défense - 33 000 m2
- 1981 Centre Hospitalier d’Évry - 37 156 m2
- 1983 72 logements PLA - ZAC du Canal, Évry  - 6 732 m2
- 1985-1986 Cité des sciences et de l'industrie et La Géode, à Paris - 165 000 m2
- 1987 Centre d'administration, CSI La Villette - 8 627 m2
- 1990 Lycée Philibert-Delorme, L'Isle-d'Abeau - 13 000 m2
- 1991 Station d'épuration de Valenton (Phase 1) du SIAAP - 18 000 m2
- 1991 Centre d'accueil de Personnes Âgées - CHU Kremlin-Bicêtre - 15 377 m2
- 1992 Centre d'affaires Pont de Bercy, Paris - 12 000 m2
- 1992 Bloc médico-chirurgical - Centre hospitalier de Vichy - 4 000 m2
- 1992 Musée d'art Roger-Quilliot de Clermont-Ferrand - 6 698 m2
- 1994 Nouvel Hôtel de Ville de La Flèche - Restructuré : 959 m2 - Neuf : 1 825 m2
- 1994-96 Siège de l’UNEDIC, Paris - 17 524 m2
- 1995 129 logements à Bagneux - PC et PLA - 27 812 m2
- 1995 163 logements étudiants, Montpellier - 9 793 m2
- 1996 63 appartements, Parc de l'Académie, Montpellier - 6 721 m2
- 1996 85 logements HLM, îlot G La Faluche, Montpellier - 6 355 m2
- 1996 Usine d'incinération des ordures ménagères à Rennes - 5 088 m2
- 1997 L’École nationale d’application des cadres territoriaux, Montpellier - 4 043 m2
- 1998 Musée d'art moderne et contemporain de Strasbourg - 14 000 m2.
- 1996-1999 L’Institut mutualiste Montsouris - Paris 14e.
- 1998 Hôpital d’Enfants CHU Purpan de l'université Paul-Sabatier à Toulouse - 23 200 m2 - 1998
- 2000 60 appartements, Les terrasses de Marianne, Montpellier - 6 000 m2
- 2001 Palais de justice d’Avignon - 11 000 m2.
- 2001 Immeuble de bureaux, Altadis, Paris 75013 - 15 500 m2 - 2001
- 2002 Bibliothèque municipale de l'Alcazar à Marseille - 21 000 m2.
- 2002 Etoile Richter, place Ernest-Granier, Montpellier - 12 700 m2 de bureaux
- 2003-2007 Hôpital Femme-Mère-Enfant à Bron, HFME - 64 000 m2
- 2003 UFR Médecine-Pharmacie à Besançon - 6 000 m2
- 2004 Extension de la station d’épuration de Valenton (SIAAP) - 30 876 m2
- 2004-2007 Établissement pénitentiaire pour mineurs, 4 établissements : à Lavaur (Tarn), Porcheville (Yvelines), Orvault (Loire-Atlantique) et Marseille (Bouches-du-Rhône) - 5 400 m2 par site}[8]